# Растдорф
Растдорф (њем. Rastdorf) општина је у њемачкој савезној држави Доња Саксонија. Једно је од 60 општинских средишта округа Емсланд. Према процјени из 2010. у општини је живјело 1.028 становника. Посједује регионалну шифру (AGS) 3454042.

## Географски и демографски подаци
Растдорф се налази у савезној држави Доња Саксонија у округу Емсланд. Општина се налази на надморској висини од 30 метара. Површина општине износи 26,3 km². У самом мјесту је, према процјени из 2010. године, живјело 1.028 становника. Просјечна густина становништва износи 39 становника/km².